# 密宗

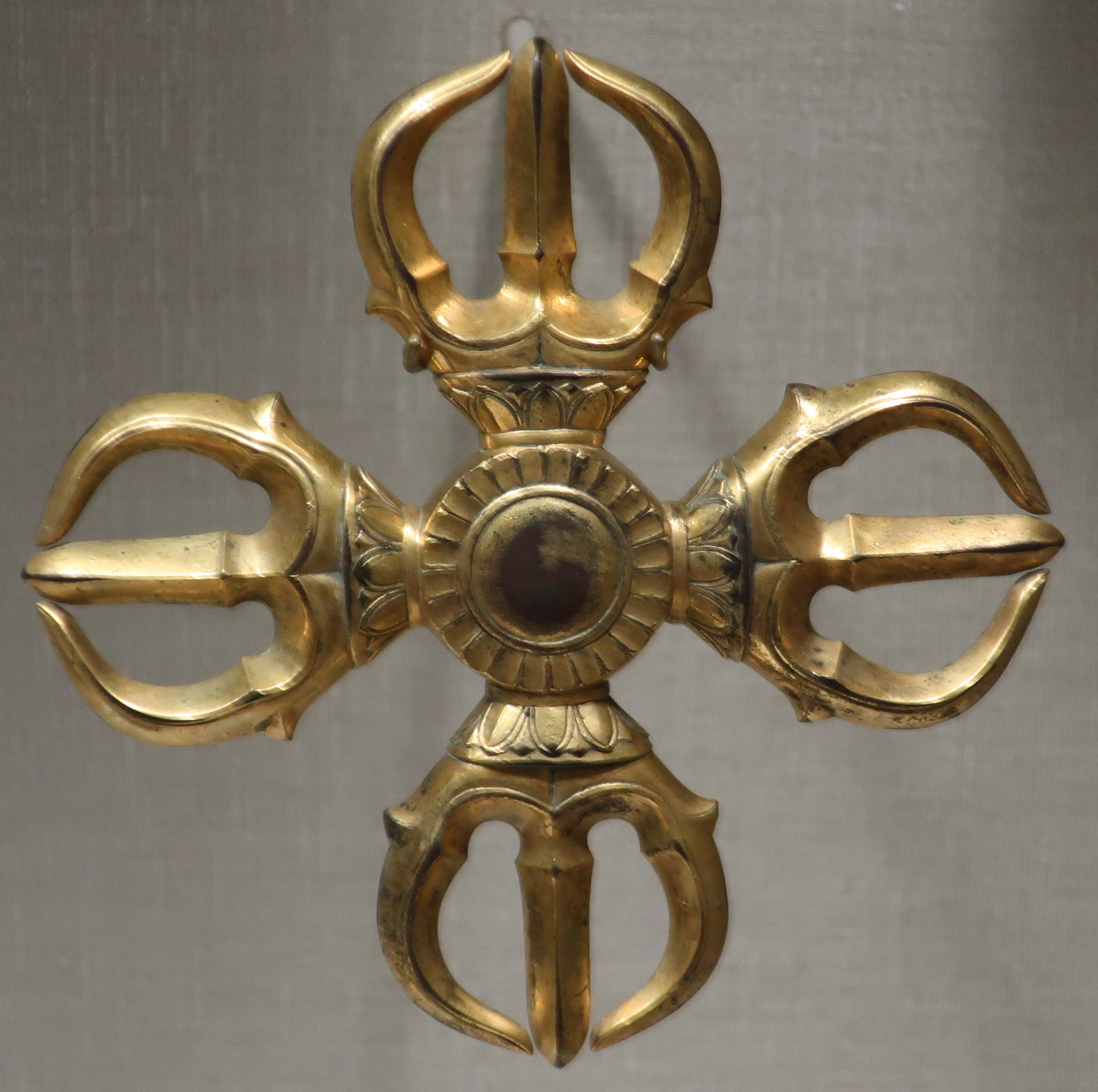
金剛杵，日本鎌倉時代，現藏於檀香山藝術博物館。

秘密佛教，又名金剛乘（羅馬化：Vajrayāna；
藏語：རྡོ་རྗེ་ཐེག་པ་，威利转写：rdo rje theg pa；蒙古语：Очирт хөлгөн），是佛教的其中一種修行方法，與印度教的怛特羅密教同時，在印度笈多王朝時期興起。而相對於密教，之前的佛教流派包括其他的大乘佛教、上座部佛教，則被稱为顯教。它的別名甚多，又稱為怛特羅佛教、密宗、秘密教、秘密乘、密乘、金刚乘、真言乘、瑜伽密教、金剛輪、真言宗。
歷史上密教流傳地域十分廣大，目前密教在日本和西藏最為興盛。日本密教傳承自中國的唐密，唐密傳承自印度的前期、中期密教。日本有東密（真言宗）和台密（天台密教）兩大分支，东密的道场在東寺、高野山，台密在比叡山、三井寺，本尊是大日如来。藏密流傳於西藏、青海、蒙古和雲南、四川西部，本尊是普贤王如来、金剛總持等。南诏大理国还盛行过阿吒力教，俗称滇密。

## 簡介
佛教密宗的許多儀式與修行方式以密續（稱為怛特羅）作為修行的主要依據，在師徒間一對一秘密傳授。佛教經論中對密意契經最早引述見於說一切有部《發智論》，無著《集論》認為需要對其進行秘密抉擇，金剛乘在見地上認為一切眾生自心皆本性清淨，並融會了許多大乘佛教空宗與有宗的理論學說。這一派認為其他教法都是都是如來的「方便」說法，而本派的教法是如來所宣的「真實密意」，並以這些秘密教典不可輕易示人，因此稱本派為「密教」，稱所有其他宗派為「顯教」，或稱為「密宗」與「顯宗」。現代密宗又分为东密、台密和藏密。

## 音義
“金剛”意即不可摧毁的空“在哲學意義上，指如同能刺穿妄想并導致佛性的金剛石那樣堅硬和銳利的智慧”。長尾雅人解釋說，金剛二字原為電光，是因陀羅所持的武器，具相的表示即所謂金剛杵。從二諦講，勝義所說的金剛是無畏，不可毀壞；世俗則指金剛杵，謂其智堅利。密教把它作為一種能斷除一切煩惱，鎮伏妖魔的兵器，有時也指修行所得的智慧。
“乘”原是古印度用以盛放東西的一種器具，有“負載”的意思。佛教認為，它能運載芸芸眾生從生死此岸到達涅槃彼岸，是修行成佛的方法和途徑。合為金剛乘。

### 陀羅尼密教

日本法隆寺藏貝葉經，由遣隋使小野妹子於大約公元609年帶回日本。含般若心經和佛頂尊勝陀羅尼，最下一行是悉曇字母表。

部派佛教《阿含經》亦有咒语，如《雜阿含經》中有治蛇毒咒術章句，《長阿含經》之《大會經》記載：釋迦牟尼說出很多具有保护功能的偈语，為天、神、鬼、阿修羅、五通仙人降伏幻偽虛妄之心。龍樹《大智度論》稱得陀羅尼等功德者名為菩薩摩訶薩，並略有五百種陀羅尼。
各種陀羅尼及咒術儀軌等後來集結為“持明呪藏”，以《陀羅尼集經》和《文殊師利根本儀軌經》為代表，多為儀軌、咒語，火祭，講究神通與驅使鬼神等內容，不涉及高深的義理。
當被稱為純密的胎藏界與金剛界密續出現之後，它的地位慢慢被取代，日本空海將其稱為雜密。藏傳佛教，稱呼它為事續，因為它需要倚靠外部的儀軌及咒語才能夠得到相應。

### 怛特羅密教

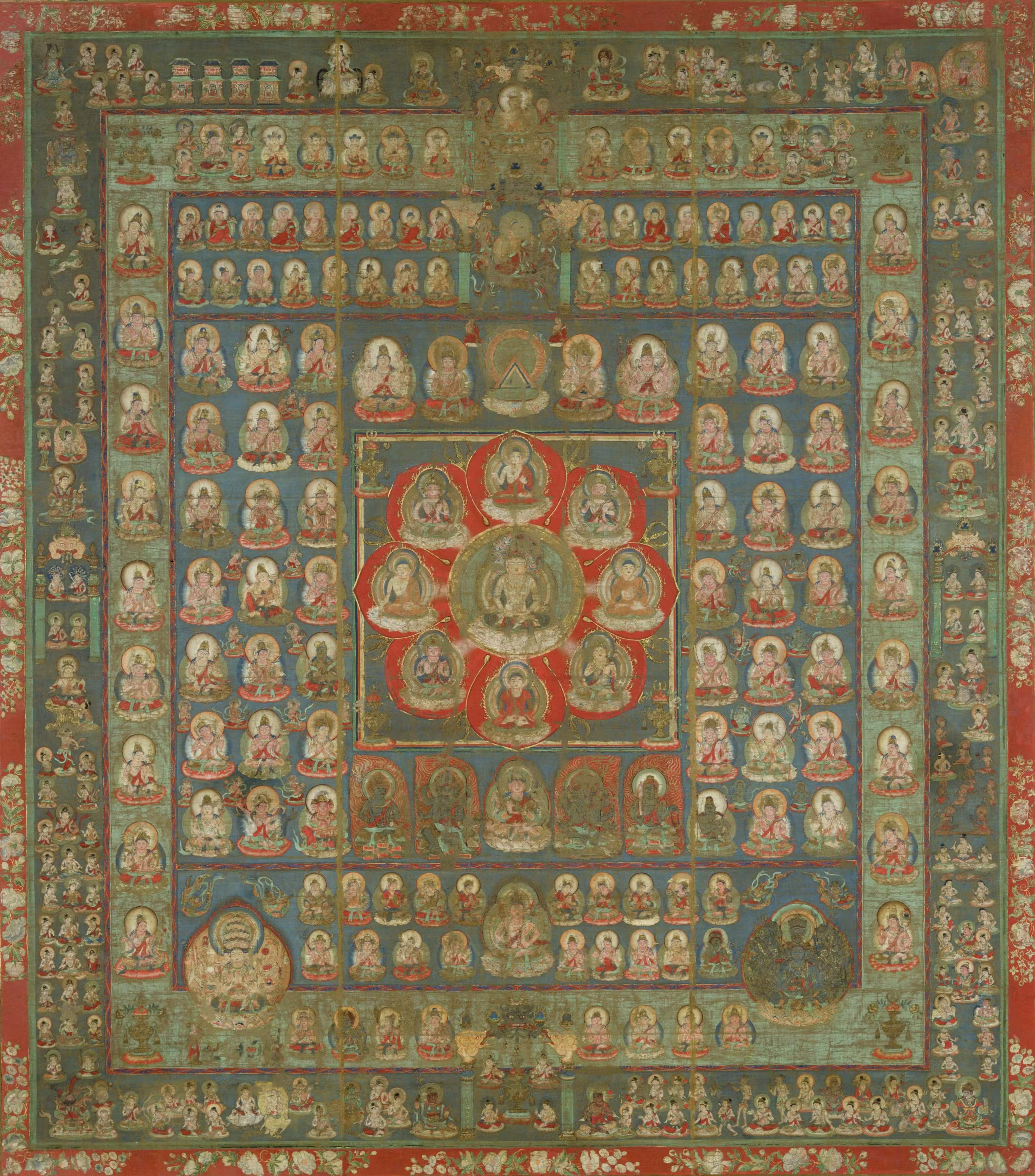
胎藏界曼荼羅。其中部的中台八葉院內的佛像，由上方開始順時針方向起，分別為寶幢如來、普賢菩薩、開敷華王如來、文殊菩薩、阿彌陀如來、彌勒菩薩、天鼓雷音如來、觀音菩薩，中央為大日如來。

密教來源有二說法，學術界稱其來自《吠陀》與《奧義書》，例如「阿闥婆吠陀經」的咒術有治病法、長壽法、增益法、贖罪法、和合法、女事法、降服法、王事法、婆羅門法；後來，密宗的《苏悉地经》和《大日经》的增益、降服、息災三法，不但與「阿闥婆吠陀經」咒術的名稱相同，內容也無差異；《金剛頂經》又加入敬愛法與鉤召法，成為五種法。佛教密宗與印度教中的怛特羅密教有一定程度的相似性，比如說，密宗也說人體是宇宙的縮影，與性力派一樣強調世界萬物分陰陽，互相依存，无事物孤立存在，但僅依內容有相似就判說密法來源自吠陀與奧義書，此是不嚴謹之做為，亦與佛經中所述違背。
佛教界稱密教緣自大日如來傳金剛薩埵所說的秘密教門，對於未得密法者不得公開，因而又被稱為密教。由龍猛菩薩開南天鐵塔所取得密教經典，密教經典的梵文叫怛特羅，意思是紡織時的經線。自《蘇悉地經》等起稱為“真言”密教。
胎藏界密法是以密續《大日經》為中心所形成的一個密宗流派。它與金剛界合稱二部純密。《大日經》以「菩提心為因，大悲為根本，方便为究竟」三句義為根本，宣說一切眾生自心皆本性清淨，並將行者初發的一切智心比喻為處在「胎藏」；胎藏界密法，結合了方便學處、真言手印、和曼荼羅觀想。
日本密宗稱大日如來代表的就是眾生本有的清淨菩提心，修行真言密法的目的，就是在於發揚這個清淨菩提心，通過三密加持使自己與大日如來合一，最終即身成佛。藏傳佛教稱胎藏界密法為行續、行怛特羅、或二俱續、事二俱瑜伽，視它為下三部密法中的第二部，修持的人較少。宗喀巴認為，行續外在的真言儀軌與內在的禪定修持是同等重要的，所以稱為行續；它與事續不同的地方在於，雖然它也重視咒語儀軌，但是它已經進入理論層次，更為重視般若智慧的層面，因此，它可以被視為是事續的進一步發展。

### 金剛乘瑜伽密教

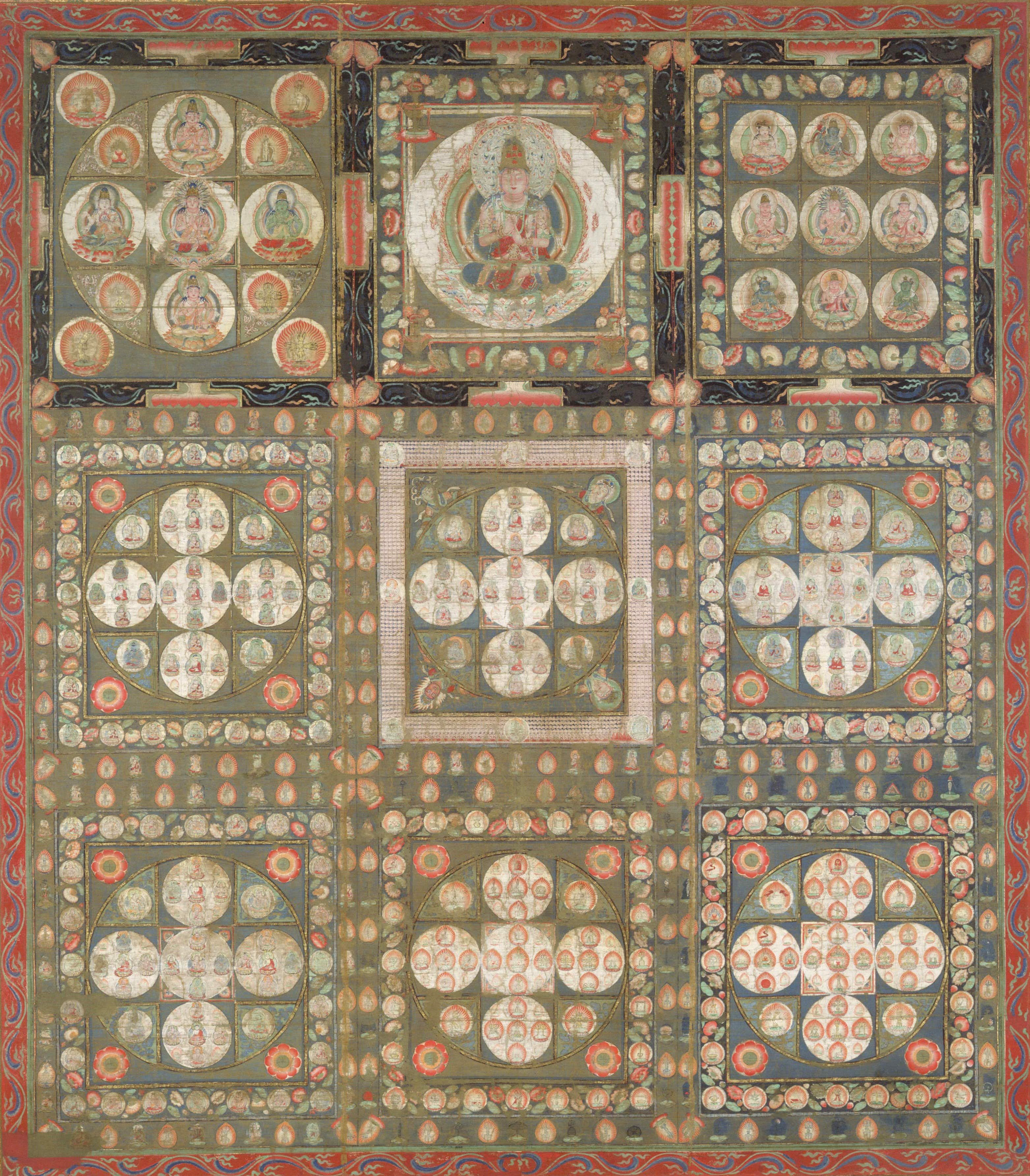
金剛界曼荼羅，即九會曼陀羅，依次為中間的成身會、其下方的三昧耶會、順時針旋轉的微細會、供養會、四印會、一印會、理趣會、降三世羯磨會、降三世三昧耶會。

金剛界密法是以密續《金剛頂經》為根本經典的密宗流派。它與胎藏界合稱二部純密，它略晚於胎藏界傳承，但幾乎是同時間出現。《金剛頂經》瑜伽十八會有十萬偈，與《大般若經·初會》（四百卷）規模相當，不空三藏節略翻譯了第一會第一品和第六會，即《一切如來真實攝大乘現證大教王經》（三卷，常稱為《金剛頂經》）和《大樂金剛不空真實三麼耶經》（一卷，常稱為《理趣經》），這兩部經是唐密的中心，後傳至日本，形成東密與台密。
不空三藏選譯了瑜伽十八會中第一會第二品等的少量內容，對除第六會之外諸會的金剛薩埵有關儀軌也多有選譯。北宋時代繼續對《金剛頂經》進行翻譯，施護全譯了瑜伽十八會中第一會即《一切如來真實攝大乘現證三昧大教王經》（三十卷），法賢全譯了第六會即《最上根本大樂金剛不空三昧大教王經》（七卷），一般認為法護翻譯的《大悲空智金剛大教王儀軌經》（五卷）就是第九會《一切佛集會拏吉尼戒網瑜伽》，而施護翻譯的《一切如來金剛三業最上祕密大教王經》（七卷）就是第十五會《祕密集會瑜伽》，而施護翻譯的《無二平等最上瑜伽大教王經》（六卷）很可能是第十六會《無二平等瑜伽》。
藏傳佛教稱金剛界密法為瑜伽續、瑜伽怛特羅，視它為下三部瑜伽之首，修習的人較少。宗喀巴認為，稱之為瑜伽續是因為他們重視內在的禪定體驗；它與無上瑜伽部最大的不同，是它不可修行雙身法。

### 無上瑜伽密教

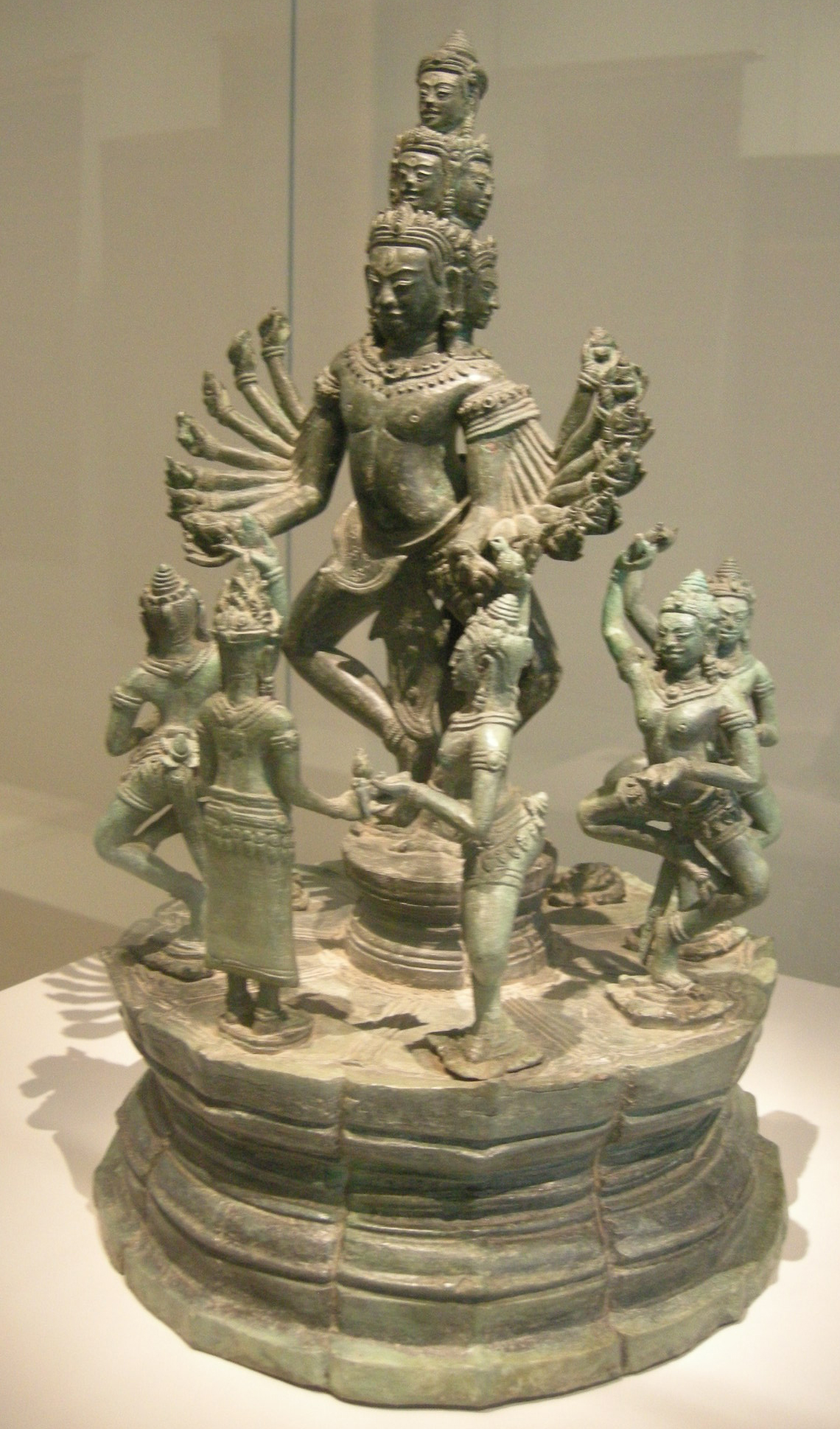
柬埔寨喜金剛曼荼羅像，現藏於澳大利亞新南威爾士藝術展覽館。

無上瑜伽續（Anuttarayoga Tantra）及其他下三續的密宗流派都有自己尊奉的本尊與密續經典，其中著名的流派有密集金剛、大威德金剛、歡喜金剛、勝樂金剛等。這些流派可以被大致分類為大瑜伽怛特羅（Mahāyoga）與瑜伽母怛特羅（yoginī-tantras）二個大的流派。在現存的印度梵文資料中，並沒有記載無上瑜伽續這個名稱，只有大瑜伽怛特羅與瑜伽母怛特羅的名稱出現。記載時輪金剛的時輪金剛續是最晚出現的流派。
無上瑜伽續與下三續，最大的不同，在於重視修練人的內在氣脈、明點、拙火，使它導入中脈，以求快速成佛。他們修練內在氣脈的方式有許多，其中條件最嚴格的是二根和合的修行。
無上瑜伽教派將金剛乘教法概括為生起次第法和圓滿次第法。生起次第的梵語名稱是“鄔巴底札瑪”（utpattikrama），意為使生長或創新﹔圓滿次第的梵語名稱為“奢婆那札瑪”（shavannakrama），意思是無精進施力所生。“札瑪”（krama）有次第和方便兩層含義。生起次第為自身觀為本尊身之修行﹔圓滿次第則為自意觀為本尊意之修持。
無上瑜伽續後來傳入西藏成為西藏密宗的主流，大瑜伽怛特羅被譯為父續，瑜伽母怛特羅被稱為母續，而時輪續則自稱為無二續，地位高於父續與母續之上。
由于信奉伊斯兰教的突厥人入侵直接导致了印度佛教灭亡。現代研究中有人聲稱，由於信徒要向密教阿闍梨奉獻瑜伽母以供双修（一种性行为修行方式），加上其他一些因素而失去了民众的支持，使東印度波羅王朝護持的密教化佛教最後滅亡。此後印度大陸僅在孟加拉吉大港地區还有密教活动。20世紀80年代缅甸僧王到孟加拉吉大港山區弘法，使全部密宗信徒改信上座部佛教。

## 漢傳密宗
密宗在漢傳佛教中源遠流長、影響深刻，被列為十宗之一。

### 歷史

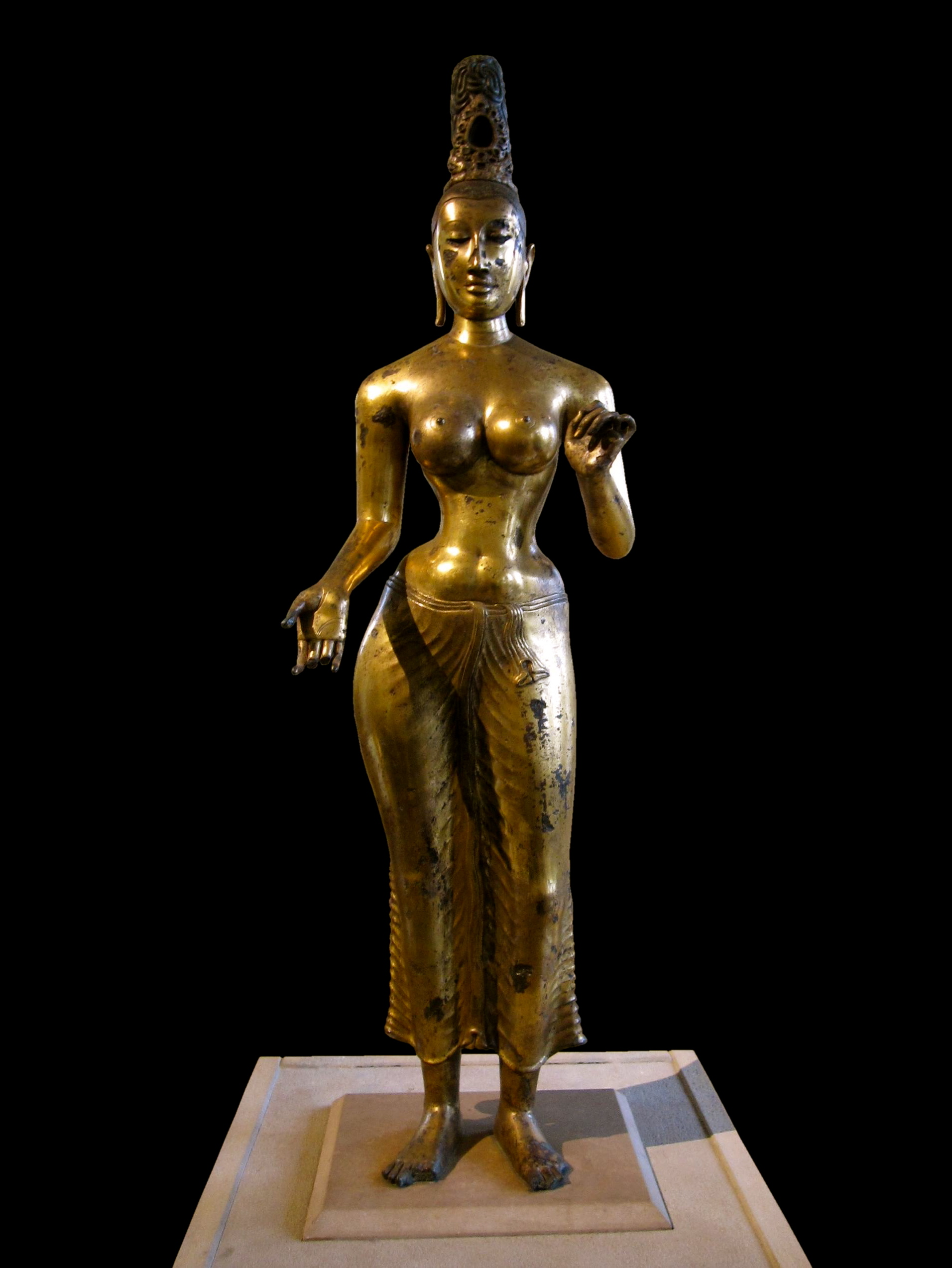
來自斯里蘭卡的公元7世紀至8世紀的鍍金青銅度母像，現藏於大英博物館。

在成体系的密宗形成之前，称为“雜密”的一些密法已经就傳入中國，最早見於三國吳黃龍二年(西元230年)竺律炎譯出《摩登伽經》，支謙譯《華積陀羅尼神咒經》，《無量門微密持經》等。
公元8世纪唐玄宗時代，印度高僧善无畏、金刚智，與不空來到中國，合稱“開元三大士”。三位密宗大師，在大唐皇室的扶持之下，於長安的大興善寺（位於今西安市）譯出大量密教經典，宏揚密法，成為唐密的開端。
不空曾奉其师金剛智之命赴狮子国（今斯里兰卡）学习密法，在普賢阿闍黎座下受金剛界與胎藏界兩部密法灌頂。回中国后先后译出密法11部、143卷。
在唐武宗會昌毀佛之後，因為失去皇室的支持，需縝密壇城布置與繁複儀軌教授的唐密傳承遭到斷絕，僅留大悲、尊勝、準提、穢跡等較簡明之獨部密法為大眾知悉，詳細儀軌在禪宗、華嚴宗等出家眾中隱密傳承下來。另外未受法難影響之唐密教法在日本以東密、台密傳承保存至今日。
無上瑜伽續只有密集金剛（《一切如來金剛三業最上祕密大教王經》）、大威德金剛（《妙吉祥瑜伽大教金剛陪囉縛輪觀想成就儀軌經》）、喜金剛（《大悲空智金剛大教王儀軌經》）和幻化網（《瑜伽大教王經》）等少部份密續和儀軌在宋代傳入中國。宋朝與辽、金、西夏等朝代的密教十分发达，法天与天息灾、施护同召见，问佛法大意，对扬称旨。僧人守真“开灌顶道场五褊，水陆道场二十余会，僧尼从而诸法者三千余人”。北宋天禧元年曾禁止《頻那夜迦成就儀軌經》進入大藏經，無上瑜伽在明朝後就不再有太大影響。

### 密宗流中华
日本密教的回传，近代先有民初时期，王弘願翻译丰山派大僧正权田雷斧的著作，并邀其来华传法。1924年，权田雷斧以七十九岁高龄来到广东潮州，为王弘愿等人灌顶授法，翌年王亲赴日本修习密法。继王弘愿后，不少居士僧侣争相赴日求法，其中持松法师三赴日本，回国後于1953年创立上海静安寺真言宗道场，因回流自日本人手中，为政府所禁忌，又出现显密二教互相攻击，王弘愿传法资格被受质疑等问题，令密教在中国的发展举步为艰。其後丰山派在香港大坑成立分会，招收信徒，但始终未能摆脱日本人宗教的影子。自1987年法门寺唐密地宫曼荼罗出土以来，国内佛教界一直大力推动唐密复兴，已故前佛教协会主席趙樸初先生，及大兴善寺界明老和尚对有关的推动不遗余力。

### 常見法門

#### 毗沙門天王
毗沙門天王是佛教護法，也叫多聞天王，見於《佛說毘沙門天王經》等，在印度自古就極受重視，說一切有部《十誦律》將此《阿吒那劍》(晉言《鬼神成經》)列為十八部最重要經典之一，在漢地唐代十分盛行，由于手持吐寶鼠，象徵帶財無量，故又称财宝天王。

#### 觀音菩薩
中国的观音菩薩信仰约始于四世纪，其普遍信仰的是圣观音、白衣观音、杨枝观音等化身。在西藏，主要信仰的是四臂觀音、十一面觀音及千手觀音等化身，其密咒分別為六字大明咒、十一面觀音咒、如意輪觀音咒、大悲咒，顯密兩系今日皆所受持。其中，出自伽梵达摩所译《千手千眼观世音菩萨广大圆满无碍大悲心陀罗尼经》的“84句大悲咒”，爲汉传密宗三大陀罗尼（真言）咒之一。

#### 佛頂尊勝佛母
尊胜佛顶又名佛顶尊胜、除障佛顶。《佛頂尊勝陀羅尼經》是唐代流行的經典，主要内容是佛为善住天子宣说攘灾延寿之法，显示尊胜陀罗尼之灵验。佛顶尊胜陀罗尼咒爲汉传密宗三大陀罗尼咒之一。

#### 準提菩薩
準提菩薩被認為是觀音大士的化身，印度盛行準提菩薩法，見於《七俱胝佛母所說准提陀羅尼經》，唐代有五譯，從遼代以降的準提法已經漢化，也與一開始的印度準提法不同。

#### 宝箧印佛塔
《一切如来心秘密全身舍利宝箧印陀罗尼咒经》中有宝箧印佛塔法门和一切如来心秘密全身舍利宝箧印陀罗尼咒（即宝箧印陀罗尼咒）法门。宝箧印咒爲汉传密宗三大陀罗尼咒之一。

### 日本密宗
密宗在日本稱作密教，分為東密和台密。因唐朝中期中日交流的密切，印度的前期、中期密教，由弘法大師空海從唐朝傳回日本。804年，弘法大師隨第17次遣唐使入唐求法，拜惠果和尚為師，天資稟賦，惠果毫無保留地把密宗大法，一一傳授給空海，親封空海為「真言付法第八祖」，賜他「遍照金剛」法號。空海勤奮好學，還學會了書法、繪畫等多種中國文化藝術，以及修路、架橋等先進生產技術。
空海回國後開創真言宗，又因以東寺為發源地，故稱為東密；另有台密，台密體系是於最澄法子法孫繼續赴唐留學而成。由此瑜伽密教盛行于日本。
观想和实践双修法，在东密是违法的，会被驱逐宗门。只有台密和藏密可以观想跟实践。先受三坛大戒三昧耶戒，最后受金刚界与胎藏界两大灌顶，并专修三密相应，就可以即身成佛。立川流在鎌倉時代盛極一時後被禁止。

#### 東密
空海（弘法大師）創始，東密即「東寺（教王護國寺）之密教」之意。顯密之分就是东密八祖空海提出。东密认为僧者应以禁欲为主，密教二祖龙树菩萨对密宗的弟子也教导要禁欲为主。东密空海门下不准僧侣与女人交谈，一定要严守戒律甚至规定佛门圣地是女人禁地，所属东密的寺院不准女人进入，东密高野山的僧侣们到现在一直过出家生活，并没有娶妻生子。東密有特有的苦修肉身舍利方法。

#### 台密
最澄（傳教大師）創始，台密即「天台密教」之意。后来天台宗的最澄大师在高野山向空海学习密宗时期，把空海的极端苦行和严守戒律等规矩带入天台宗。

### 密宗在台灣
台灣密宗源自日本密宗，日據時期即有「真言宗高野派」於明治29年（1896年）、「天台宗」於明治44年（1911年）、「真言宗醍醐派」於大正15年（1926年）來台灣布教，真言宗高野派在西門町設立台灣總本山「新高野山弘法寺」，並在各地廣設布教所（例如：花蓮之吉野布教所，今慶修院）。戰後，日籍僧人皆被遣回日本，台灣也進入戒嚴時代，佛教的發展較為受限，直至70年代悟光上師赴日本高野山金剛峰寺研習真言密法，入真言宗專修學院研習教相，得法為真言宗中院流付法傳燈大阿闍梨，在高雄市內門區創立真言宗光明流五智山光明王寺。
藏密一派則源自西藏，最初有噶舉學會，後則有日常老和尚的福智僧團。
解嚴後的90年代，日本高野山真言宗和西藏各大宗派開始在台灣弘法，各自興盛。

## 阿利僧派與滇密

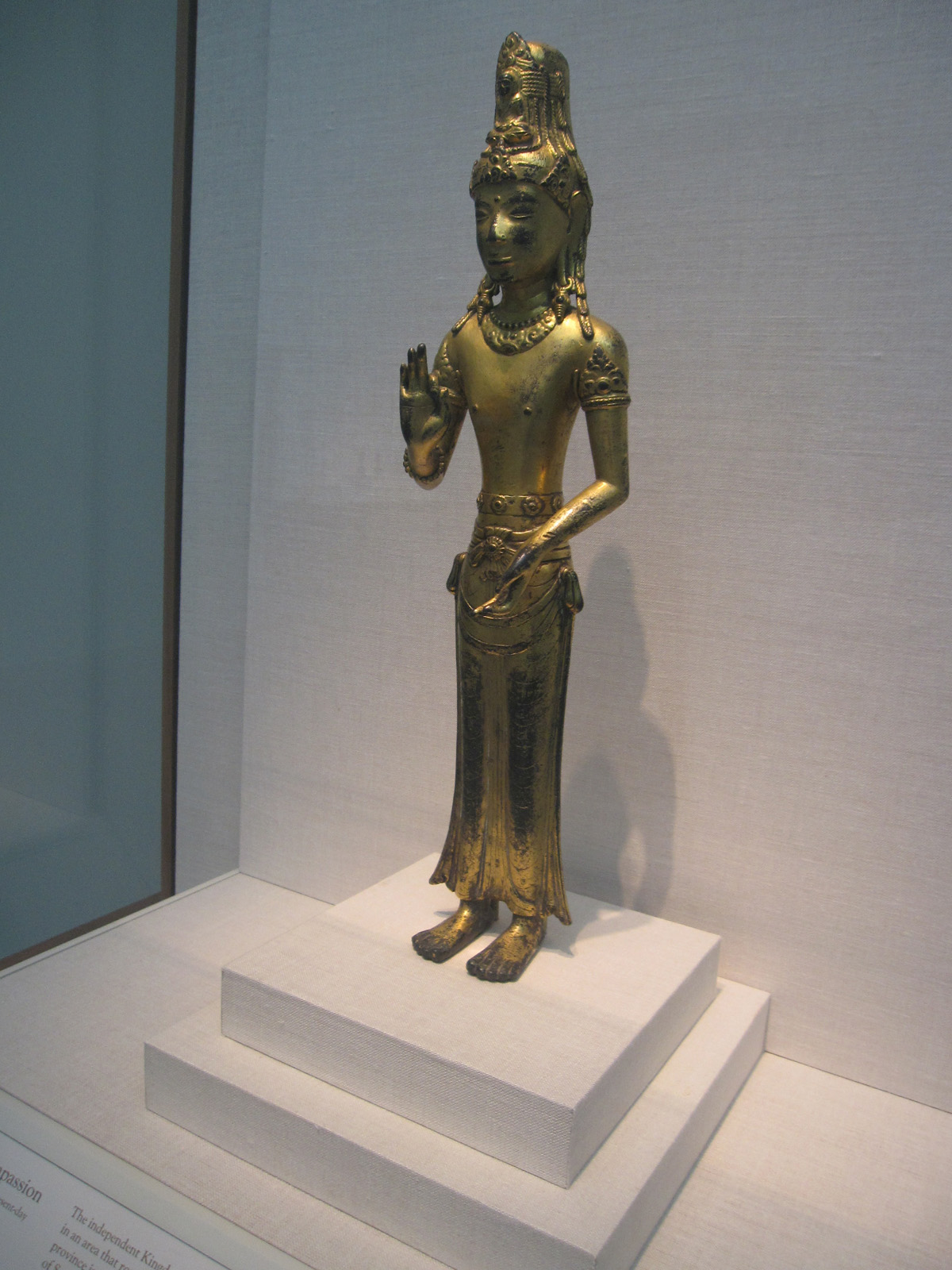
雲南大理國西元12世紀的阿嵯耶觀音像，現藏於美國華盛頓特區弗瑞爾藝廊。

阿利僧派，又名阿闍梨派，是緬甸蒲甘王朝阿努律陀改宗上座部佛教前的密宗教派，可能是七世纪時由印度傳入。另有傳布於雲南（南詔、大理）一帶的密宗稱為滇密，與之相關。
他们食肉飲酒不強調戒律，上师可以娶妻生子，是密宗與印度教、緬甸民间宗教（那加與納特崇拜）等的混合体。該宗派特别崇拜大黑天，他们在缅甸消失但在云南存續至康熙时代。

## 藏傳密宗

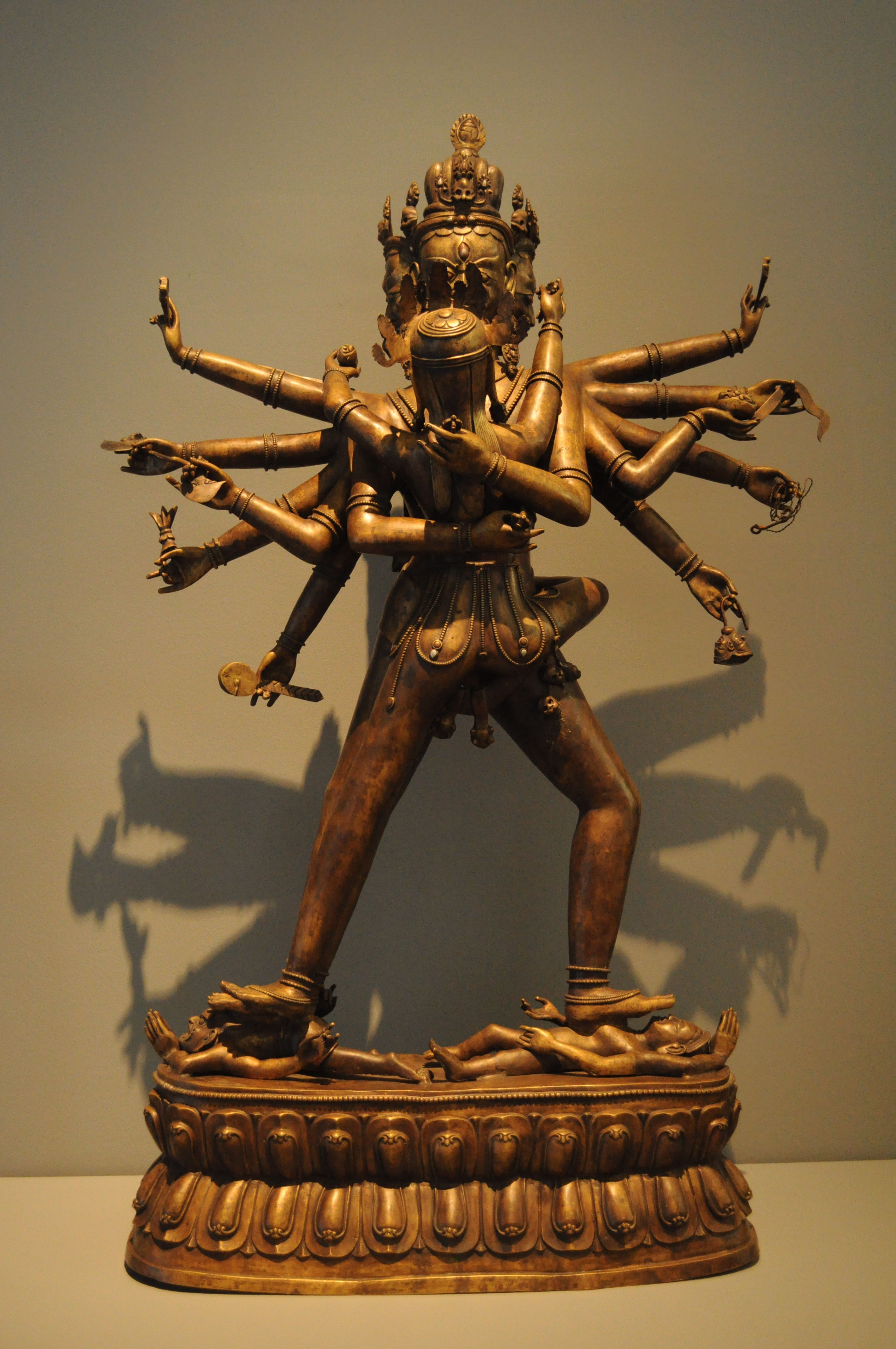
勝樂金剛及金剛亥母像。

流傳在西藏地區的密宗派別，來自印度佛教。它始於蓮花生與寂護，藏傳佛教的四大宗派都有自己的密宗傳承。它包含了四部密續（事續、行續、瑜伽續、無上瑜伽續），但是以無上瑜伽續為主，又可分成舊譯派的大圓滿傳承，與新譯派的大手印，形成兩大主流。
佛教自印度和尼泊尔大規模传入西藏时，正值印度金剛乘佛教发展期，金剛乘得以在藏傳佛教获得发扬光大，成為藏傳佛教中最有力的一隻傳承。公元八世紀，西藏便有“金剛乘”或“果金剛乘”的名稱，作為密宗的別名。果金剛乘全名“果秘密金剛乘”。“果”指修行者追求的目標，密教特指通過各種特殊的方法和途徑苦心修證所得的不變大樂。
相對于佛教顯教，因相乘或般若乘提出來的。顯教是因相法，講求理論﹔密教是果法，著重探討實踐方法和輔助修煉的各種儀軌、咒語等，實踐以理論為指導，理論在實踐中得到驗証，兩者互為增益，是不可分割的統一整體。藏密主張以欲貪作為修行的助力，使修行者經由秘密儀式、神通與禪定修行（稱為天瑜伽），得到空見，最終得到解脫。
在西藏一些苯教的神被當時的傳法阿闍梨收編為護法神，例如：永寧十二地母(十二丹瑪護法)，印度教一些神祇也被一同收編於護法之列(如象鼻天、地天、大黑天)。

## 经典
密宗典籍浩瀚，僅《金剛頂經》據不空三藏稱就有十八會，梵本传世不多，但中国西藏和汉地保存译本颇多。汉译密藏经轨计有400部，681卷，经疏14部，81卷，合计414部，762卷；日本《大正藏》收入密宗著述计193部，1109卷，以上各有少量重译及复本；西藏甘珠尔中收密部经典728部，丹珠尔收各种经疏、仪轨、成就法等计3120部，全部约合100余万颂，约当汉译3000余卷。日本和西方国家巳刊行很多校本，如《集密》、《摄真实论》、《宝箧庄严》和《成就法鬘》等等。
日本密宗的根本經典，历代有以《大日經》、《金剛頂經》和《蘇悉地經》為首的“五部秘经”、“三部秘经”、“五经二论”等不同的说法。此外《金剛經》、《理趣經》與《理趣經疏》、《大日經疏》等也很重要。藏密经书中，《聖妙吉祥真實名經》為藏密行者所廣泛持誦，是一切密續最殊勝的根本經典。《時輪金剛密續》為無上瑜伽部最晚出現的教法，除接受过灌顶仪式的人之外密不外传。論書中最有名是《密宗道次第廣論》。

## 教义
密宗經典被稱為“持明藏”或“續部。”持明的“明”原為古印度吠陀二字的義譯，以后逐漸轉為聖典，此處的“明”專指本尊咒語大樂，用極其深奧的方法持慧，故名“持明藏”。持明藏，又叫“持明乘”。誦行咒語，聚集資糧，獲得持明果。
密宗是通過布施、菩提心、曼荼羅、真言、灌頂、手印、瑜伽等方便和道修得佛果的，故稱“方便乘”。如果沒有方便相助，難以修得成就。金剛乘著重講述從佛的思想意趣所產生的各種真言咒語及其儀軌道，是方便和智慧雙運的金剛菩薩的瑜伽，最終証得金剛身。

### 密教世界觀
日本密宗空海认为世界万物、佛和众生皆由地、水、火、风、空、识“六大”所造，故称“密宗六大”。前“五大”为“色法”，属胎藏界；“识”为“心法”，属金刚界。主张色心不二，金胎为一。两者为宇宙万有，而又皆具众生心中。佛与众生体性相同。众生依法修习“三密加持”就能使身、口、意“三业”清净，与佛的身、口、意三密相应，即身成佛。

### 雙身法問題
唐朝不空三藏譯《理趣經釋》：「以自金剛與彼蓮華，二禮和合成為定慧。是故《瑜伽廣品》中密意說：二根交會，五塵成大佛事。」傳統上依據安慧對無著《大乘阿毘達磨集論》所引用契經中的「二二數會」的秘密抉擇，將二根解釋為奢摩他與毘鉢舍那即定與慧。現代顯教和密教之間，密教不同傳承之間，對雙身法問題存在諍論。

## 密教儀軌

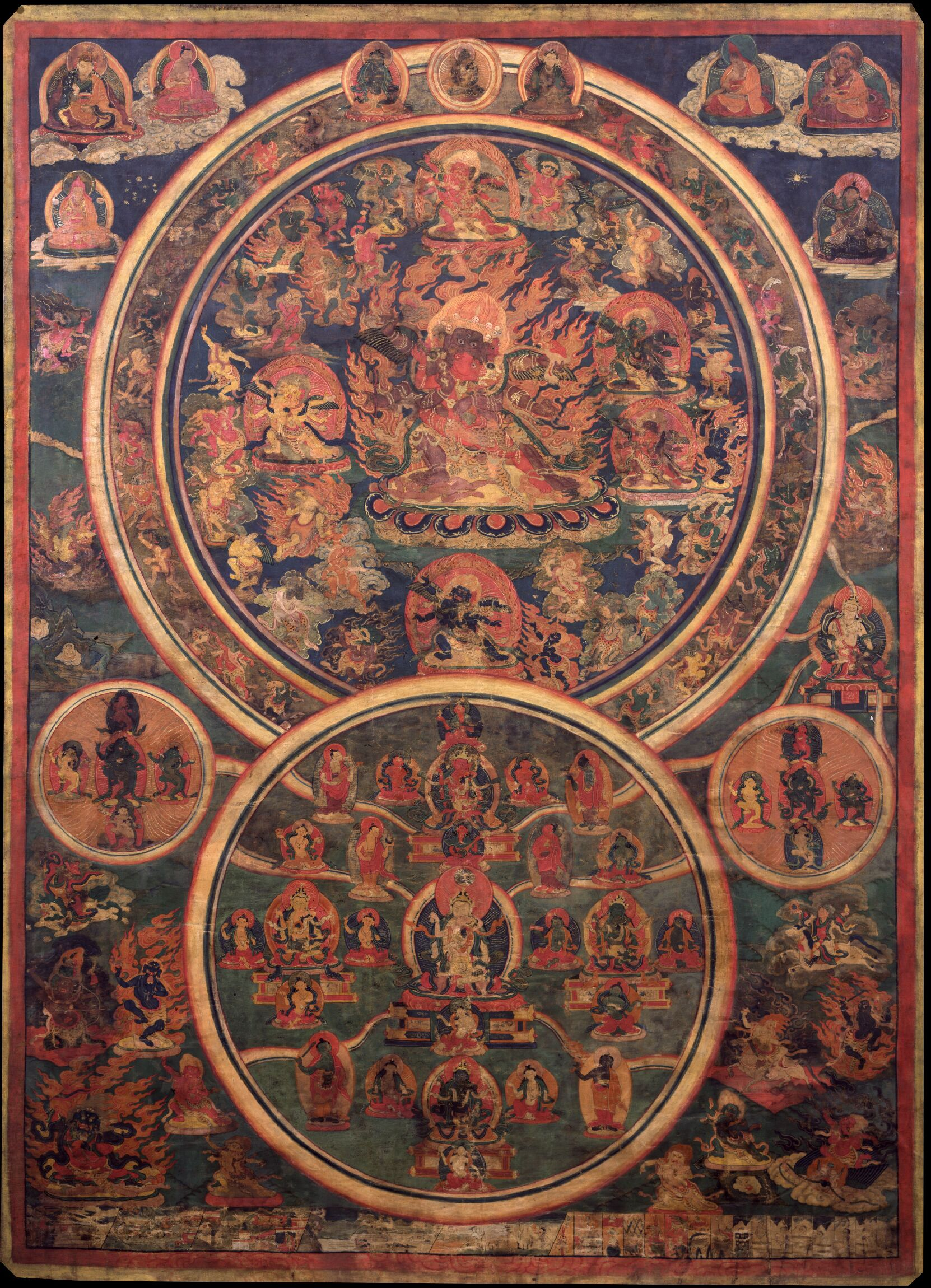
中陰文武百尊大曼荼羅。

密教以高度组织化的咒术、坛城、仪轨和各种神格信仰为其特征。仪轨极为复杂，对设坛、供养、诵咒、灌顶皆有严格的规定，主张修“三密”，即手结手印（身密）、口诵真言（语密）和心作观想（意密）。三密相应，即身成佛。需经阿阇梨（导师）秘密传授。

### 護摩
婆羅門教火祭的儀式，稱為火供，梵語「護摩」，譯為中文是「焚燒」、「燃燒」。護摩的作用是，藉由火焚供品，供養諸天聖眾，以便達到息災、祈福與超度的目的。其祭祀，包括四郊五岳諸天。婆羅門教有四十四種的外道火供方法。然而如《大日經疏》所記述，佛法之護摩有二：一、外護摩，設壇以世火燒供品。二、內護摩，自身為壇，以如來之智火，燒煩惱之薪。

## 密宗戒律
早在部派佛教时代，佛教戒律就对刚刚被纳入佛法的密咒作出了回应。在《四分律》和《十诵律》中，已经有了与密咒相关的内容。这些小乘戒律开许治疗齿痛、腹痛、护身的咒语，而对其他的咒语实行控制。
其后当早期的杂密开始流行时，梵网等大乘戒也都能适应事相，资用于密教的仪轨。当时来到中国传扬密典的僧人，多有戒行显著而精通律学者，究其原因，是因为密教修行主要靠咒语法术借他力而为之，因此用严明的戒律约束自己，可以补自修之功，并且还有未雨绸缪，防止咒言密法滥用的果效。密教很强调皈依上师，皈依上師可離我慢，並以嫡傳之方式一代一代傳授密法。但东密没有四皈依，也只是三皈依，四皈依是由藏密所发展出来的。

### 汉传密教三昧耶戒
在纯密传入中国的唐代，密僧们仍然保持着重视戒律的传统。而且为了适应密宗复杂的事相，规定实行密法咒术的次序仪轨，专门的密教律也应运而生。善无畏翻译了含摄密教戒律的《苏悉地经》与《苏婆呼童子请问经》，并为《苏悉地经》作供养法，使之广泛流播。
密教的戒律稱為三昧耶戒。“三昧耶”在梵语中，是“誓言”的意思，而广义的说，它有平等、本誓、除障、惊觉四种含义。

### 藏传密教三昧耶戒
藏密修学，也首依三昧耶戒，一般在受灌顶时受持此戒，但其所出经典与唐密不同。格魯派三昧耶戒取自德光《律经》、慧贤《律经注》与宗喀巴《秘密戒颂》。宗喀巴认为瑜伽部和无上瑜伽部的灌顶都需要遵守十四根本戒，而在他的《密宗道次第广论》中，讲事部、行部道次第则以《苏悉地经》和《大日经》所宣讲的三昧耶戒为主。寧瑪派则认为下三部密法的灌顶各有其戒律，十四根本戒仅为無上瑜伽部三部共同遵守。在此十四条戒律的基础上，不同的灌顶又有不同的戒律。如《大幻化網》的戒律，包括五條根本戒與十條支分戒；大圆满则有二十七根本戒。无论那一派，也以尊师为根本戒。

## 研究書目
- 周一良：《唐代密宗》（上海：上海遠東出版社，1996）。
- 中國密教史/呂建福著. -北京: 中國社會科學出版社. 1995.8 ISBN 7-5504-1718-7

## 外部連結
- 印順法師《印度佛教思想史》[永久]
- 金剛乘學會（页面存档备份，存于）
- 密宗參考資料
- 密宗相片資料檔
- 謝世維：〈密法、道術與童子：穢跡金剛法與靈官馬元帥秘法中的驅邪法式研究〉。
- 沈衛榮：〈西方的大喜樂崇拜和精神的物質享樂主義〉（页面存档备份，存于）（2008）
- 許明銀：密教 — 最後的佛教